# Dorota Abbe
Dorota Abbe (ur. 13 maja 1973 w Poznaniu) – polska aktorka teatralna, filmowa i telewizyjna, również wokalistka.

## Życiorys
Jest córką aktora Henryka Abbe. W 1999 roku została absolwentką Wydziału Aktorskiego PWSFTviT w Łodzi. W latach 1999–2000 zatrudniona była w Teatrze Polskim w Bielsku-Białej. W latach 2000–2011 etatowo związana z wrocławskim Teatrem Współczesnym im. Wiercińskiego, z którym obecnie nadal współpracuje. Od 2011 roku aktorka Teatru Nowego w Poznaniu. W 2007 otrzymała brązowy Medal „Zasłużony Kulturze Gloria Artis”

## Spektakle teatralne

### Teatr Polski, Bielsko-Biała
- 1999: Czyż nie dobija się koni? jako Rubby (reż. Tomasz Dutkiewicz)
- 1999: Z Gwiazdą i Turoniem jako Marysia; Diabeł; Cyganka; Żyd (reż. Zbigniew Poprawski)

### Wrocławski Teatr Współczesny im. Wiercińskiego
- 2000: Czerwony szalik jako córka (reż. zbiorowa)
- 2000: Piosenki pana Berangera jako Panna z tamburynem (reż. Maria Stebnicka)
- 2001: Romeo i Julia jako Julia (reż. Rimas Tuminas)
- 2002: Odejście głodomora jako Zosia (reż. Piotr Kruszczyński)
- 2003: Cafe Panika jako Minutka (reż. Łukasz Czuj)
- 2003: recital Cymes chansons (reż. Marek Kocot)
- 2003: Gry jako Debora Machnes, Pani Prokurator (reż. Redbad Klynstra)
- 2004: Księga Hioba (reż. Piotr Cieplak)
- 2004: Niskie Łąki jako Zoe (reż. Waldemar Krzystek)
- 2005: Przytuleni jako Pastor (reż. Gabriel Gietzky)
- 2006: Uciekający samolot jako Marguerite 1 (reż. Jarosław Tumidajski); także asystentka reżysera
- 2006: Balladyna jako Balladyna (reż. Krystyna Meissner)
- 2008: Biedronki powracają na ziemię jako Lera (reż. Piotr Kruszczyński)
- 2008: Bat Yam jako Maria Wysocka (reż. Yael Ronen)
- 2010: Pułapka jako Ottla (reż. Gabriel Gietzky)

### Teatr Nowy im. Tadeusza Łomnickiego w Poznaniu
- 2011: Sen nocy letniej jako Hermia (reż. Wojciech Kościelniak)
- 2012: Poper jako Kulpa (reż. Ana Nowicka)
- 2012: PEEPshow. benefis aktora jako Lady O. (reż. Piotr Kruszczyński)
- 2012: Dyskretny urok burżuazji jako Ulrike Meinhof (reż. Marcin Liber)
- 2012: Życie to nie teatr. Koncert jubileuszowy Teatru Nowego
- 2013: Buntownicy jako Dziecko (off) (reż. Marcin Wierzchowski)
- 2013: Dom Bernardy Alba jako Magdalena (reż. Magdalena Miklasz)
- 2013: Gracze jako Hazardzista (reż. Marcin Wierzchowski)
- 2013: Miasto kobiet jako Joanna Słowik/Penelopka/Alina (reż. Marcin Wierzchowski)
- 2013: Gorączka czerwcowej nocy (reż. Tomasz Śpiewak)
- 2014: Poper jako Szwarciska (reż. Ana Nowicka)
- 2014: Obwód głowy jako Mutti (reż. Zbigniew Brzoza)

### Przedstawienia impresaryjne
- 2005: Głosy z Theresienstadt (reż. Bente Kahan)

### Teatr Telewizji
- 1999: Dybuk jako Członek rodziny Pana Młodego (reż. Agnieszka Holland)
- 2001: Przemiana 1999 jako Conchita (reż. Laco Adamík)

## Filmografia
- 1997: Komiwojażer jako Magda
- 1998: The Beginner (krótkometrażowy 26') jako Magda
- 1998: Klan (serial) jako Kańska, sąsiadka Bogny i Leszka Jakubowskich
- 2000: Twarze i maski (serial, odc. 8: Jubileusz. Rok 2000) obsada aktorska
- 2005: Fala zbrodni (serial, odc. 34: Fałszerze) jako Róża
- 2005: Krótka histeria czasu jako uczestniczka imprezy
- 2007: Biuro kryminalne (serial, odc. 23: Sposób na awans) jako Anna Gerczyńska
- 2007: Pitbull (serial, odc. 11) jako prowadząca zajęcia adopcyjne
- 2008: Kryminalni (serial, odc. 99: Ażuda) jako Monika Smolińska
- 2011: Głęboka woda (serial, odc. 6: Niebieska karta) jako adwokat
- 2013: Miłość jako policjantka w komisariacie
- 2018: Drogi wolności (serial, odc. 4: Blaszany orzełek) jako matka w poznańskim tramwaju
- 2020: Skarbie mój (krótkometrażowy 18') obsada aktorska

## Nagrody
- 1999: I Nagroda na festiwalu piosenki francuskiej w Lubinie
- 2000: III nagroda na festiwalu piosenki żydowskiej w Warszawie[2]